# ليز براك بيرنسن
ليز براك برنسن (Lis Brack-Bernsen) (من مواليد 2 مارس 1946) عالمة رياضيات دنماركية وسويسرية، ومؤرخة للعلوم، ومؤرخة للرياضيات ، اشتهرت بعملها حول علم الفلك البابلي. وهي أستاذة في تاريخ العلوم في جامعة ريغنسبورغ.